# Singelberg

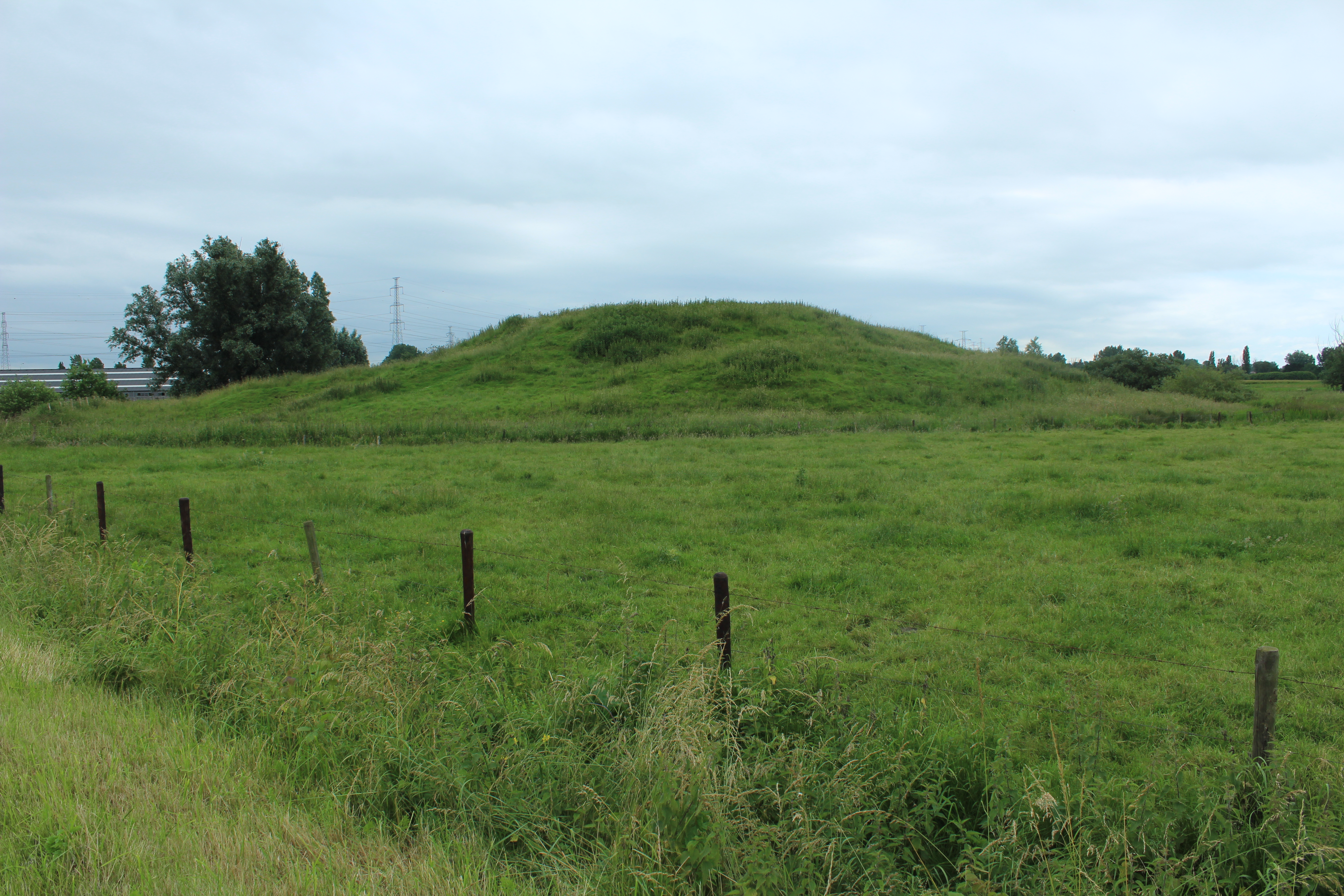
Huidige toestand

De Singelberg is een kunstmatige heuvel in Beveren. Het is een restant van het "kasteel Singelberg", het politieke centrum van de heerlijkheid Beveren. In het buurdorp Kallo werd hiernaar ook een kantorencomplex vernoemd (Burcht Singelberg).

## Ringwal? (9e eeuw)
In de 20e eeuw werd verondersteld dat de graven van Vlaanderen talrijke ringwalburchten lieten opwerpen in de nabijheid van de kust en de rivieren. De plaatselijke bevolking kon zich dan met have en goed terugtrekken binnen de ringwal, en zich beter verdedigen tegen bijvoorbeeld de Vikingen. De oudste archeologische sporen rond de Singelberg zijn echter van jongere datum, namelijk het begin van de 12e eeuw.

## Mottekasteel (12e en 13e eeuw)

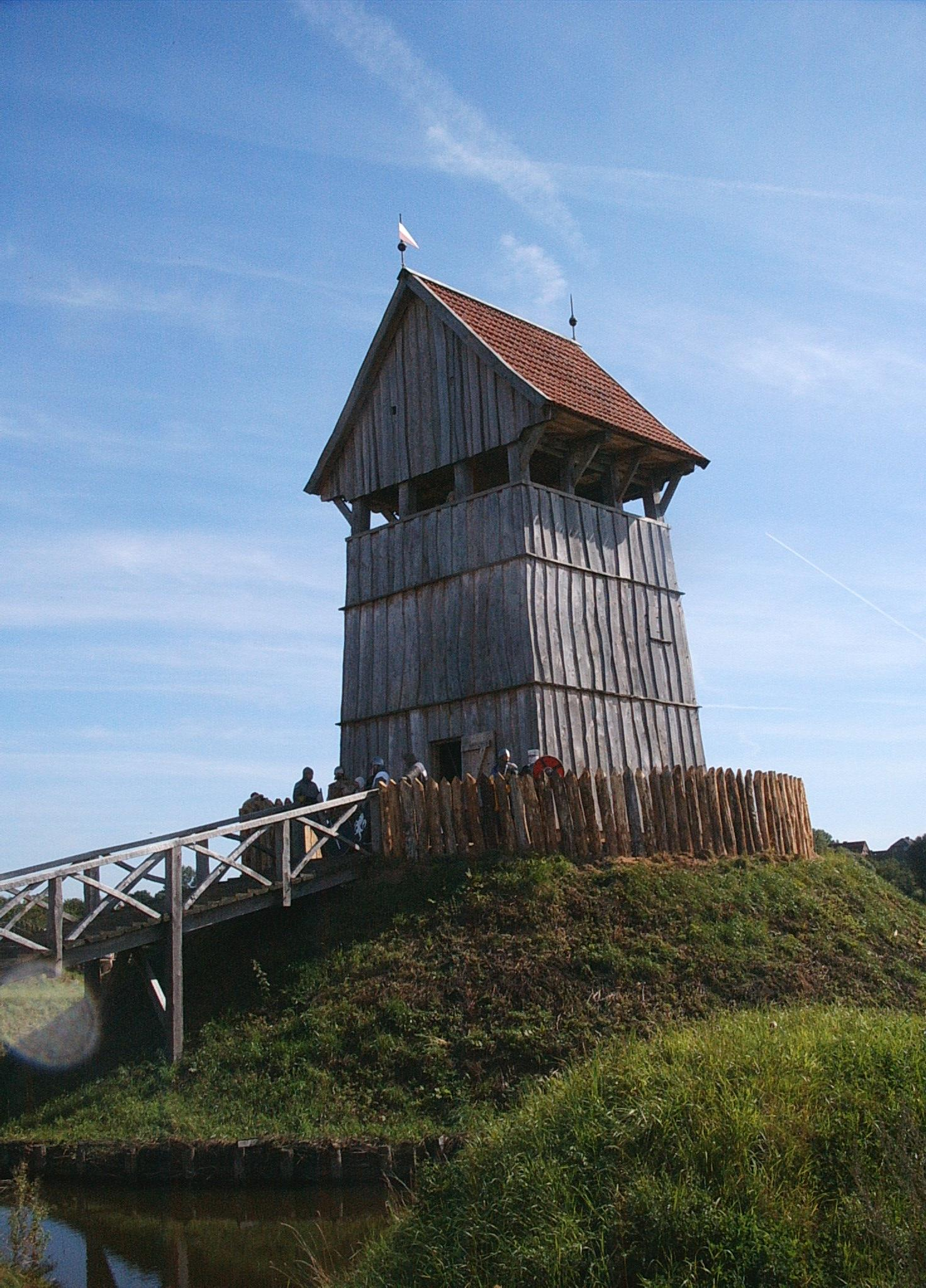
Reconstructie van een mottekasteel

Het Land van Beveren werd een zelfstandige heerlijkheid na het jaar 1100. De eerste bekende landsheer, Diederik, wordt schriftelijk vermeld in 1120. Zijn afkomst is onduidelijk; een link met het geslacht van Amstel op grond van gelijkende wapenschilden is twijfelachtig, en er heeft vroeger verwarring bestaan met Diederik, heer van Beveren aan de IJzer. Vermoedelijk was Diederik gewoon een "vrije man" uit de omgeving, die door iedereen reeds aanvaard werd als leider. Diederik werd formeel beleend met de rechten en inkomsten in en rond Beveren.
Wellicht bleven Diederik en zijn familie in een hoeve wonen, maar in de moerassen ten noorden van het dorp liet hij een mottekasteel optrekken, om een versterking te hebben in tijden van oorlog. De eerste burchtheuvel (of "mot") was zes meter hoog en bezat een kleine toren uit vakwerk. Diederiks opvolger, Jordaan, keerde zich tegen graaf Diederik van de Elzas omdat deze weigerde hem te belenen met de naburige Waasgouw. Toen graaf Diederik soldaten naar Beveren stuurde (1158), verschansten Jordaan en zijn gevolg zich in het mottekasteel, maar ze moesten zich overgeven en de toren werd platgebrand.
Achteraf liet Jordaan de toren heropbouwen, maar bij diens opvolging door Diederik II brak het geschil over de Waasgouw opnieuw los. De burcht werd een tweede maal ingenomen door Vlaamse troepen (1194), het is niet duidelijk in welke mate de toren beschadigd raakte. Wel liet Diederik II de mot nadien uitbreiden aan de noordzijde, waardoor de bestaande toren zich relatief zuidelijk bevond op het plateau. Door het uitgraven van de benodigde aarde was een extra brede gracht of "singel" rond de mot ontstaan.

## Woontoren (±1250 – ±1350)
In de loop van de 13e eeuw werd de houten vluchttoren vervangen door een grotere toren, waarin de landsheer permanent kon wonen. De fundering en eerste verdieping waren opgetrokken uit Doornikse steen, de bovenbouw mogelijk nog uit vakwerk. Het grondoppervlak mat 14 bij 15 meter.
Omstreeks 1310 ontstond er een conflict tussen Jan van Beveren, een broer van de overleden vrouwe, en Isabella van Rumigny, haar dochter. Jan genoot de instemming van de graaf van Vlaanderen om de opvolging op te eisen. Met een groep soldaten trok Jan naar de heerlijkheid (11 september 1310). De medestanders van Isabella moesten de Singelberg overdragen na een korte belegering. Doordat Jan geen kinderen had, kwam de heerlijkheid nadien alsnog terecht bij twee zonen van Isabella: Mathias en Hugo van Lorreinen.

## Waterburcht (1350–1500)

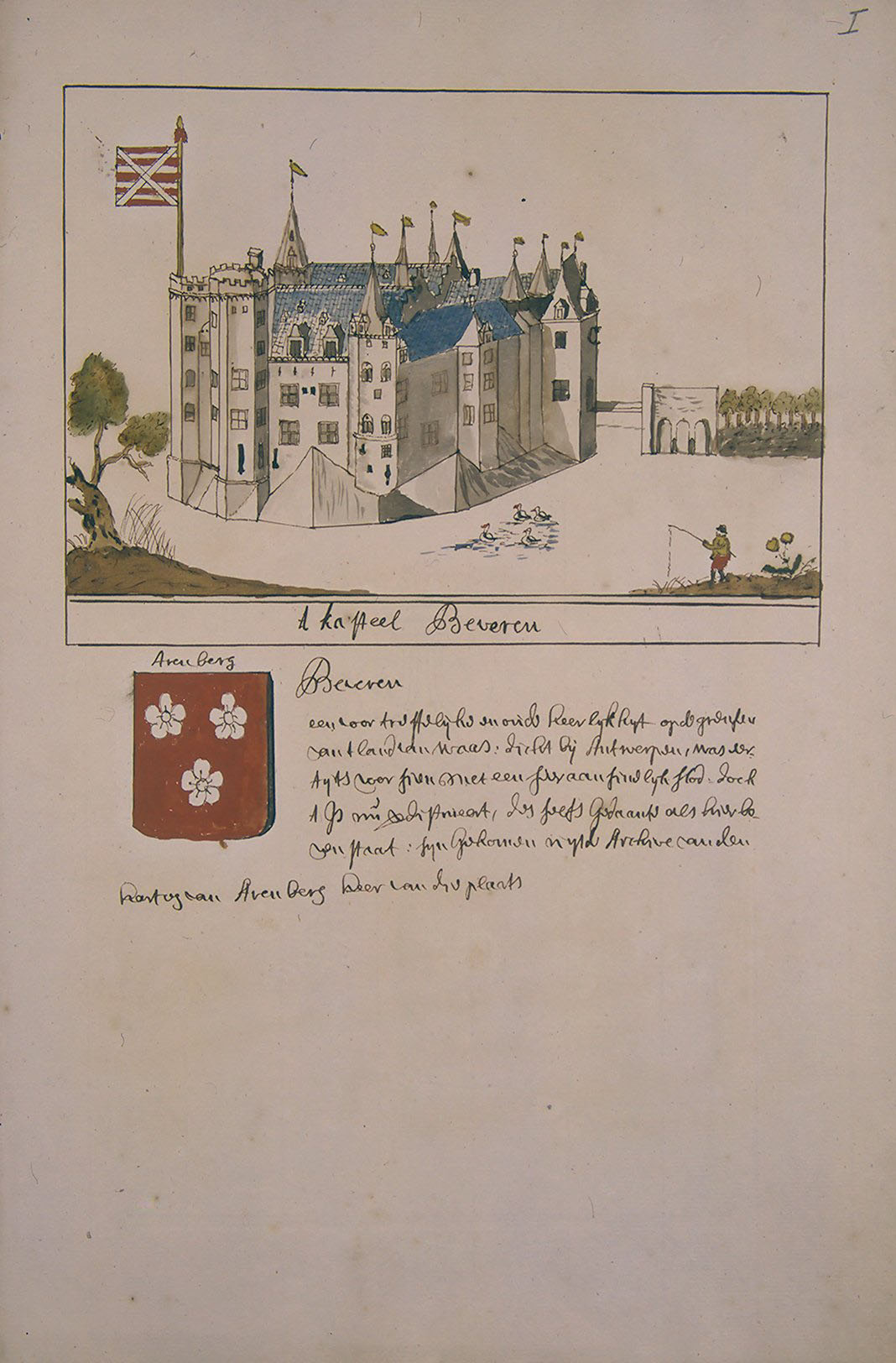
De waterburcht in de 17e eeuw

Hugo verkocht de heerlijkheid aan de graaf, Lodewijk van Crécy (1335). Een rentmeester beheerde de heerlijkheid namens de graaf. Ten tijde van graaf Lodewijk van Male was dit Nikolaas ("Klaas") Vijd. Deze was ook "moermeester"; hij hield toezicht op het afgraven en verhandelen van veen in de noordelijke zones van Beveren. De inkomsten uit de turfwinning maakten Vijd schatrijk. Mogelijk liet hij bakstenen gebouwen toevoegen rond de woontoren. Eerst moesten de zijden van de mot verhoogd worden, waardoor de gracht opnieuw breder werd. De nieuwe gebouwen kregen een diepe fundering op heipalen, zodat ze niet wegzakten in de gracht. Het mottekasteel had het uitzicht gekregen van een waterburcht.
Tijdelijk liet Lodewijk van Male de burcht voorzien van een klein garnizoen en geschut, om te vermijden dat de Gentse Opstand (1379-1385) zich verspreidde naar Lodewijks andere bezittingen, Antwerpen en Mechelen. Bovendien bestonden de Scheldeforten bij Antwerpen nog niet, dus was Beveren een ideale uitvalsbasis voor soldaten om schepen op de Schelde te controleren. Lodewijk werd in 1384 opgevolgd door Filips de Stoute. Deze begon de rekenboeken van de grafelijke domeinen na te zien. Men ontdekte dat Vijd zich jarenlang onrechtmatig verrijkt had. Hij moest een boete betalen en Beveren verlaten. Hij en zijn echtgenote, Amelberga Van der Elst, verhuisden naar Gent en werden handelaars in turf, laken en ijzer. Hierdoor werden het rijke poorters. In 1397 kochten ze de heerlijkheid Pamel–Ledeberg in Brabant. Dankzij de aankoop kwamen ze in de adelstand terecht. Hun zoon, Joos Vijd, zou de opdracht geven tot Het Lam Gods.
Hoewel de Gentse Opstand (1379-1385) en de Honderdjarige Oorlog ten einde liepen, zette Filips de Stoute in op de militaire infrastructuur in zijn gebieden. De Singelberg onderging een bouwcampagne van 1395 tot 1402. Het belang was verschoven van de woontoren naar de recentere gebouwen eromheen. De toren werd gesloopt, waardoor een binnenplein achterbleef met de vorm van een veelhoek. Aan de zijde met de brug werd de toegang tot het binnenplein gesloten door een hoog poortgebouw. In de loop van de 15e eeuw werden diverse verfraaiingen uitgevoerd, door de heren uit de geslachten "Bourgondië" en "Bourgondië-Beveren". De eerste afbeelding van de burcht is de Figuratieve kaart van de Schelde (1468). Hierop zijn het poortgebouw en een toren zichtbaar. Het binnenplein is herkenbaar op een schets in een 16e-eeuwse beschrijving van Beveren.

## Verval (1500–1700)

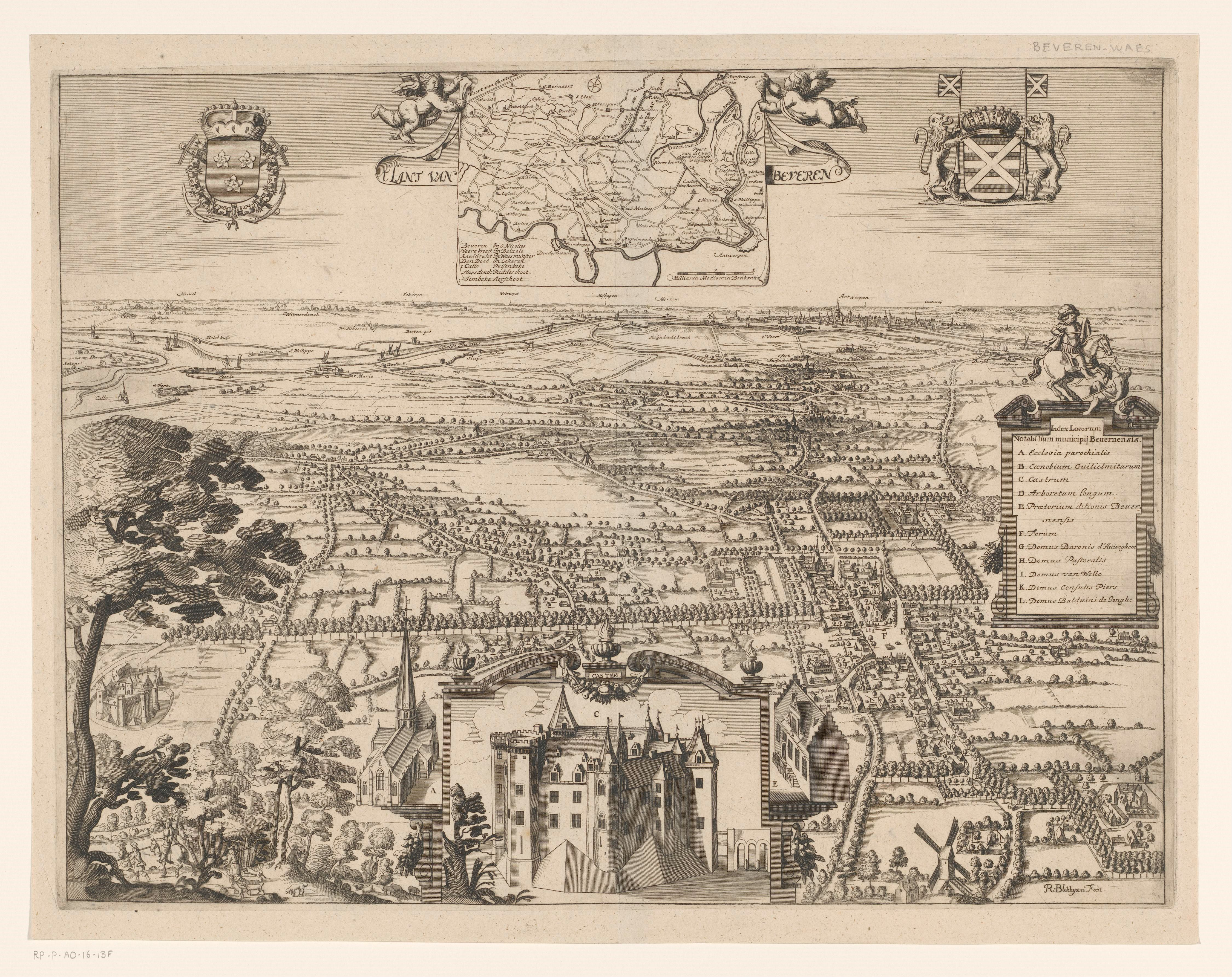
Denkbeeldig panorama over Beveren, met voorstelling van de waterburcht (tweemaal onderaan)

In 1526 zakte de noordvleugel in de gracht, nadat deze snelstromend water had moeten verwerken door een dijkbreuk in de naburige polders. Een afbeelding uit 1602 toont dat er geen nieuwe gebouwen in de plaats kwamen. Reeds in de 16e eeuw werd de burcht niet meer permanent bewoond, doordat de landsheren ook geregeld in hun andere heerlijkheden verbleven. Wel stierf Adolf van Bourgondië in het kasteel (1540). In 1577 werd Beveren verkocht aan Filips III van Croÿ; hij en zijn nakomelingen verbleven hier nog minder.
Kort na de Unie van Brussel tussen de Staten-Generaal van de Nederlanden en Spaanse landvoogd, grepen calvinisten gewapenderhand de macht in Brabant en Vlaanderen (1577 en 1578). Ook de Singelberg kwam in Staatse handen, maar moest zich in 1583 overgeven aan de hertog van Parma. De edelman Filips van Marnix van Sint-Aldegonde, een van de toenmalige burgemeesters in Antwerpen, kon zijn stad nog even vrijwaren door de polders rond Beveren onder water te zetten. In 1584 keerde Parma terug naar de streek. Hij vestigde zijn hoofdkwartier in het kasteel Singelberg, van waaruit hij het beleg van Antwerpen (1584-1585) kon coördineren. Een jaar nadien, in augustus 1585, kwam burgemeester Marnix van Sint-Aldegonde naar de Singelberg om de overgave van Antwerpen te ondertekenen, de zogenaamde Acte van Reconciliatie.
Het verblijf van vreemde soldaten had de gebouwen geen goed gedaan. Renoveren was te kostelijk, voor een landgoed dat voor de landsheren vrij afgelegen lag. In 1629 wordt voor het eerst geschreven dat het kasteel vervallen is tot een ruïne. In 1652 werd overgegaan tot de sloop, zodat de bouwmaterialen verkocht konden worden. Het merendeel werd gebruikt voor uitbreidingen aan de kerken in Beveren, Kallo en Verrebroek. De motte werd grotendeels afgegraven om de brede gracht weer te dempen.

## Sinds 1950
De Nationale Dienst voor Opgravingen voerde van 1974 tot 1977 archeologisch onderzoek uit, zowel op de Singelberg als op het terrein buiten de gracht – de voorhof oftewel neerhof, waar vroeger een kasteelboerderij had gelegen. Het onderzoek werd geleid door Johnny De Meulemeester (1946–2009). De toegenomen interesse voor de site leidde tot een koninklijk besluit (22 oktober 1975), waardoor de omgeving het beschermde statuut van "cultuurhistorisch landschap" verkreeg.
In 2020 werd de Singelberg geplaagd door konijnen. Hun graafwerken en de natuurlijke erosie die erop volgde, dreigden de fundamenten van een toren opnieuw bloot te leggen. In samenwerking met de plaatselijke wildbeheereenheid werden de konijnen uit hun holen gejaagd en werd een deel van de populatie afgeschoten. Er werd ook een lage omheining aan de voet van de heuvel geplaatst.